# 盧普 (加利福尼亞州)
盧普（英語：Loope）是位於美國加利福尼亞州阿爾派恩縣的一個非建制地區。該地的面積和人口皆未知。

## 地理
盧普的座標為38°39′55″N 120°41′46″W / 38.66528°N 120.69611°W，而該地的平均海拔高度為1886米（即6188英尺）。